# Hovinarrin paluu!
Hovinarrin paluu! (in finlandese "Il ritorno del buffone!") è il terzo album di studio del rapper finlandese Petri Nygård, pubblicato il 25 gennaio 2002 dalla Open Records.  L'album è rimasto per una sola settimana nella classifica degli album più venduti del 2002.
Il cd contiene un video chiamato Petri Nygård, i video musicali dei singoli Petri hallitsee liigaa e Vitun suomirokki e un videogioco.

## Tracce
1. Startti – 1:04
2. Hovinarrin paluu – 4:12
3. Samaa paskaa – 3:57
4. Täällä näin – 3:20
5. Riimini rupiset – 3:58
6. Oletko valmis (feat. Mekki) – 3:57
7. Mä oon hevari (feat. Mökö Toivonen) – 4:20
8. Nuorison megafooni – 3:07
9. Painajais – 1:03 – Skit
10. Mä haluun ämmän (feat. Henry Zaari, Supersankari e Idän Ihme) – 4:30
11. Petri ei muutu – 4:51
12. Mitä jos? – 4:01
13. Kusipäät koolla (feat. Tarbash Luoti) – 4:02
14. Puhu hiljaa rakkaudesta (feat. Jukkis Järvinen) – 3:13
15. Miikka Osmonds: Kalajuttuja – 3:47

## Classifica
| Classifica | Massima posizione |
| ---------- | ----------------- |
| Finlandia  | 38                |